# Walter Zeman
Walter Zeman (ur. 1 maja 1927 w Wiedniu, zm. 8 sierpnia 1991 tamże), austriacki piłkarz, bramkarz. Brązowy medalista MŚ 54. Wieloletni zawodnik wiedeńskiego Rapidu.
Karierę zaczynał w FC Wien. Piłkarzem Rapidu był w latach 1945–1960 łącznie rozgrywając 235 ligowych spotkań. W tym czasie zdobył osiem tytułów mistrza kraju (1946, 1948, 1951, 1952, 1954, 1956, 1957, 1960). Później występował w Salzburger AK.
W reprezentacji Austrii w latach 1945–1960 zagrał 41 razy. Podczas MŚ 54 wystąpił tylko w przegranym 1:6 półfinale z RFN, zastępował w tym dniu Kurta Schmieda.
W 1950 został uznany za najlepszego sportowca Austrii, kilkakrotnie był uznawany za piłkarza roku.